# Pedro Demóstenes Rache
Pedro Demóstenes Rache (Jaguarão, 10 de julho de 1879 — Rio de Janeiro, 6 de novembro de 1959) foi um político brasileiro, filho de José Eugênio Rache e de Dionísia Rache.. Exerceu o mandato de deputado classista constituinte em 1934.

Estudou na Escola Brasileira de Porto Alegre e nas escolas de Minas e de Farmácia de Ouro Preto, em Minas Gerais, pelas quais se formou em julho de 1901.
Iniciou suas atividades profissionais de engenheiro civil em 1906, como auxiliar do serviço de abastecimento de água da cidade de Rio Grande, em seu estado. Ainda nesse ano foi convidado pelo presidente Afonso Pena (1906-1909) para trabalhar no então território do Acre, recusando, contudo, a indicação. Em 1907, deixando o serviço de abastecimento de água, aceitou outra designação oficial, tornando-se inspetor de povoamento em Minas Gerais, onde se radicou. Em 1918 participou da fundação de uma fábrica de calçados em Belo Horizonte, com o apoio da companhia norte-americana United Shoc. A fábrica explorou até 1922 a concessão feita pelo presidente do estado de Minas Gerais, Artur Bernardes (1918-1922), para fornecimento de calçados à Força Pública do estado. Deixou o cargo de inspetor de povoamento em 1919 e, no ano seguinte, fundou a firma Carneiro Resende e Cia., voltada para a prestação de serviços de engenharia, arquitetura e construções.
Com a vitória da Revolução de Outubro de 1930, nesse mesmo mês foi nomeado pelo presidente de Minas, Olegário Maciel, inspetor-geral dos bancos do estado, função que exerceu até novembro seguinte. Em julho de 1933 elegeu-se deputado à Assembléia Nacional Constituinte na qualidade de representante dos empregadores da indústria. Empossado em novembro do mesmo ano, foi indicado líder da bancada de sua categoria. Enquanto se desenvolviam os trabalhos constituintes, entrou em conflito com o novo interventor federal em Minas Gerais, Benedito Valadares (1933-1945), quanto à escolha do representante dos empregadores da lavoura na Assembléia Constituinte mineira — Rache apoiava seu filho e Valadares, seu sobrinho. Os desentendimentos entre ambos também decorriam de denúncias, atribuídas por Rache a Valadares, de que alguns deputados classistas representantes dos empregadores estariam conspirando contra o governo federal.
Presidente do Conselho Federal de Engenharia e Arquitetura em 1934, nessa época pertenceu também às firmas Irmãos Resende e Cia., uma das maiores carpintarias de Belo Horizonte e Resende, Rache e Cia., voltada para o comércio de representações e consignações.
Com a promulgação da nova Carta (16/7/1934) e a eleição do presidente da República no dia seguinte, teve o mandato estendido até maio de 1935. Em 1934 foi novamente eleito deputado federal profissional ainda representando os empregadores na indústria, sendo empossado em maio do ano seguinte. Em 1936 tornou-se membro do conselho deliberativo do Centro Industrial do Brasil (CIB) e, em maio de 1937, representou a bancada dos empregadores na convenção de lançamento da candidatura de José Américo de Almeida, situacionista, à sucessão de Getúlio Vargas, prevista para o ano seguinte. A implantação do Estado Novo em 10 de novembro de 1937, contudo, interrompeu o processo sucessório e dissolveu os órgãos legislativos do país, ocasião em que Rache deixou a Câmara.
Membro do Conselho Técnico de Economia e Finanças, em maio de 1938 emitiu um parecer reafirmando a necessidade de implantação de uma indústria siderúrgica racional e da criação de uma rede de transportes de minérios. No ano seguinte atuou como relator do projeto de criação da siderurgia nacional na comissão especial encarregada de julgá-lo. Na ocasião opinou favoravelmente à proposta formulada pela Itabira Iron Ore Company, que pretendia obter o monopólio do transporte ferroviário no vale do rio Doce, por onde transitava o minério oriundo de Minas Gerais. A questão, no entanto, só seria definida em 1941, quando, no mês de abril, foi criada a Companhia Siderúrgica Nacional, empresa de capital misto, com predomínio estatal, sem a participação da Itabira Iron.
Diretor do Banco do Brasil a partir de 1940, passou a integrar em 1943 o conselho pleno do Conselho Técnico de Economia e Finanças. Permaneceu na diretoria do Banco do Brasil até 1949 e, no ano seguinte, deixou também o Conselho Técnico de Economia e Finanças.
Foi ainda professor na Escola de Engenharia de Belo Horizonte, professor-catedrático durante 20 anos na Universidade de Minas Gerais e jornalista em Minas e em seu estado natal.
Faleceu no Rio de Janeiro, então Distrito Federal, no dia 6 de novembro de 1959.
Era casado com Maria Cabral Rache, com quem teve um filho.

Publicou Lições de mecânica geral (3v., 1929), A relatividade (1932), Evolução econômica e financeira do Brasil (1935), Problema siderúrgico (1938), Asas do Brasil (1942), Método para determinação do preço do carvão (1943), O problema social econômico do Brasil (1946), Homens de Minas (1947) e Outros homens de Minas (1948).